# دوتا (مجموعه)
«دوتا» (انگلیسی: Dota) یک مجموعه از بازی ویدئویی است که توسط شرکت ولو در پلت‌فرم‌های مایکروسافت ویندوز، مک‌اواس، لینوکس، اندروید، و آی‌اواس منتشر شده‌است. اولین سری از این مجموعه با نام دفاع از باستانیان در سال ۲۰۰۳ و نسخه دوم به نام دوتا آندر لرد در سال ۲۰۲۰ میلادی منتشر شدند.